# Rukia Kuchiki
Rukia Kuchiki (朽木 ルキア?, Kuchiki Rukia) è la co-protagonista del manga Bleach, scritto e disegnato dal mangaka Tite Kubo, e delle sue opere derivate.
È la prima Shinigami a comparire nella storia quando, dopo essere stata ferita da un Hollow durante una missione nel regno dei vivi, è costretta a cedere i suoi poteri a Ichigo Kurosaki e ad affidarsi a lui per eseguire i suoi compiti da Shinigami. Oltre a comparire in tutti i media della serie, è la protagonista del terzo film di Bleach, Fade to Black.
Rukia è stato il primo personaggio della serie creato da Kubo e il suo design divenne il modello usato per tutti gli altri Shinigami; fin da subito ha ricevuto grande apprezzamento dal pubblico, comparendo sempre al secondo o al terzo posto nei sondaggi di Weekly Shōnen Jump sui personaggi più amati della serie, e dalla critica, che ha sottolineato il suo differenziarsi dalle tipiche eroine shōnen e il suo rapporto con gli altri personaggi. Nell'adattamento anime è doppiata da Fumiko Orikasa.

## Creazione e sviluppo
Tite Kubo iniziò a concepire Bleach dal desiderio di disegnare uno shinigami in kimono e creò quindi Rukia come prototipo del design del resto dei personaggi.. Prima di decidere che gli shinigami avrebbero utilizzato delle katane, Kubo pensò di dare loro delle armi da fuoco, mentre Rukia era l'unico personaggio a usare una falce. Poiché Kubo riteneva che Rukia non fosse abbastanza accattivante come protagonista, creò Ichigo Kurosaki per sostituirla come personaggio principale.
Per la scelta del nome, Kubo cercò qualcosa che suonasse plausibile per uno shinigami. Inizialmente considerò l'ipotesi "Kuchiru" (朽ちる? lett. "marcire") per il cognome, salvo poi decidersi per "Kuchiki" (朽木? lett. "legno marcio"). Ricordandosi di aver sentito una volta in televisione una cosa che suonava come "Kuchiki Rukia" e gli piacque abbastanza da adottarlo come nome per il personaggio. Alla domanda se fosse intenzionato a rendere Ichigo e Rukia una coppia, Kubo scelse di non confermarlo né di negarlo, dal momento che non era interessato alle storie d'amore. All'autore piacque molto il design della Zanpakutō di Rukia e decise di renderla la spada più bella di tutta la Soul Society.
Nella versione animata il personaggio è doppiato da Fumiko Orikasa Nelle edizioni italiane di Memories of Nobody e The DiamondDust Rebellion è doppiata da Tania De Domenico, mentre nell'edizione italiana della serie animata è doppiata da Martina Tamburello.

## Storia
Morta da bambina, Rukia viene inviata nel Rukongai, la zona più povera della Soul Society, insieme a sua sorella Hisana; qui cresce con l'amico Renji Abarai, con il quale si iscrive poi all'Accademia degli Shinigami. In osservanza alla promessa fatta alla moglie Hisana prima della morte di quest'ultima, Byakuya Kuchiki adotta Rukia come sorella nel nobile clan Kuchiki; divenuta una Shinigami, Rukia entra nella Tredicesima Divisione e stringe amicizia con il luogotenente Kaien Shiba, che diventa suo mentore e maestro. Durante una missione, tuttavia, Kaien viene posseduto da un Hollow e la ragazza è costretta ad ucciderlo per proteggersi, trauma questo che la segnerà profondamente.
Assegnata a sorvegliare la città di Karakura, Rukia incontra Ichigo durante l'attacco di un Hollow e, gravemente ferita dal mostro, è costretta a cedere i suoi poteri da Shinigami al ragazzo così che possa salvare lei e la sua famiglia; a causa del passaggio di poteri, tuttavia, Rukia è troppo debole per tornare nella Soul Society e pertanto rimane a vivere con Ichigo fino a che non abbia recuperato le forze e lo costringe nel frattempo a svolgere i suoi incarichi per lei. Durante il breve periodo che i due trascorrono insieme, sviluppano un profondo rapporto di amicizia e di fiducia reciproca.
Insospettiti dalla sua lunga assenza, Byakuya e Renji si recano sulla Terra per investigare e, trovatala, la riconducono nella Soul Society, dove Rukia viene condannata a morte per aver ceduto i suoi poteri ad un umano; Ichigo, tuttavia, giunge appena in tempo per fermare l'esecuzione. Durante la fuga Rukia viene intercettata da Sōsuke Aizen, che rivela di aver orchestrato l'esecuzione della ragazza per recuperare l'Hōgyoku, un potente oggetto in grado di abbattere la barriera tra Shinigami e Hollow e nascosto tempo prima da Kisuke Urahara nel corpo della giovane. Aizen estrae quindi l'artefatto dal corpo della ragazza e fugge nell'Hueco Mundo; Rukia viene quindi assolta da tutte le accuse.
Rukia ritorna nel mondo umano con un nutrito gruppo di colleghi, in seguito all'attacco di due Arrancar, con il compito di difendere il luogo da altri eventuali raid. Dopo il rapimento di Orihime Inoue viene richiamata nella Soul Society ma, rifiutando di abbandonare i suoi amici, si reca nell'Hueco Mundo con Ichigo e compagni per tentare di liberarla. Qui affronta il Nono Espada Aaroniero Arruruerie, che si rivela in possesso del corpo di Kaien Shiba: intristita dal fatto di non essere riuscita a liberare il suo mentore dal controllo di un Hollow, come credeva inizialmente, Rukia riesce al prezzo di gravi ferite a sconfiggere Aaroniero. Durante lo scontro tra Byakuya e Zommari Leroux, l'Espada prende possesso della mente e del corpo di Rukia per piegare la volontà del fratello, ma Byakuya la libera sconfiggendo il nemico; Rukia viene poi guarita da Isane Kotetsu e aiuta gli altri a combattere le Exequias e Yammy Rialgo. In seguito alla sconfitta di Aizen e alla perdita di poteri di Ichigo con conseguente incapacità di percepire gli spiriti, Rukia dirà addio all'amico.
Diciassette mesi dopo Rukia, ora luogotenente della Tredicesima Divisione, ritorna nel mondo dei vivi per ripristinare i poteri da Shinigami di Ichigo con una spada formata dal reiatsu di alcuni esponenti del Gotei 13, prima di combattere contro la Fullbringer Riruka Dokugamine.
Durante l'invasione della Soul Society da parte del Vandenreich, Rukia percepisce che Byakuya è stato ridotto in fin di vita ma viene abbattuta prima di poter correre in suo soccorso; viene quindi presa in custodia dalla Guardia reale, che la guarisce e le insegna a padroneggiare il suo Bankai. Grazie ad esso riesce infine a sconfiggere lo Stern Ritter Äs Nodt.
Dieci anni dopo Rukia è diventata il capitano della Tredicesima Divisione, al posto dello scomparso Jūshirō Ukitake, e si è sposata con Renji, dal quale ha avuto una figlia divenuta apprendista shinigami, Ichika.

## Descrizione

### Aspetto fisico e personalità
Piuttosto piccola e gracile, Rukia ha la pelle chiara e gli occhi viola; porta i capelli neri di media lunghezza, con un ciuffo che le ricade tra gli occhi. Diciassette mesi dopo la sconfitta di Aizen ha i capelli più corti, porta un paio di guanti bianchi che arrivano fino al gomito e indossa il sigillo da luogotenente sulla spalla sinistra.
Nata in un ambiente estremamente povero, anche dopo essere stata adottata da una famiglia nobile mantiene la sua modestia. È una persona riservata e poco espansiva, che ha quindi difficoltà ad aprirsi e a farsi degli amici; le piace molto disegnare, sebbene non sia molto capace: i suoi disegni di persone o Hollow somigliano sempre a coniglietti e orsetti e quando Ichigo la prende in giro per la sua scarsa attitudine verso il disegno, lei lo prende a pugni arrabbiata.

### Poteri e abilità
Come afferma lei stessa, Rukia è sempre stata più brava ad usare il Kidō piuttosto che la spada; dopo l'ingresso nel Gotei 13 e grazie soprattutto agli allenamenti di Kaien, tuttavia, è riuscita a sviluppare in modo egregio il suo Shikai. Nonostante la sua forza sia pari o persino superiore a quella di un ufficiale di seggio, Byakuya ha fatto a lungo pressione affinché la sorella rimanesse un normale membro della guardia così da non essere esposta a rischi.
La sua Zanpakutō si chiama Sode no Shirayuki (袖白雪? "Manica di neve bianca") e si presenta come una spada completamente bianca con un nastro dello stesso colore sull'elsa; è legata all'elemento ghiaccio ed è considerata la più bella di tutta la Soul Society.
Lo Shikai viene rilasciato al comando "danza" (舞え?, mae) e in questa forma può scagliare i seguenti attacchi:
- Sode no Mai, Tsukishiro (初の舞・月白, "Prima danza, Luna Bianca"): tecnica con la quale Rukia crea un cerchio sul terreno, che ha come raggio d'azione anche la porzione di cielo soprastante, che viene immediatamente congelata, dando la stessa sorte a chi si trova al suo interno.
- Tsugi no Mai, Hakuren (次の舞・白連 "Danza successiva, Loto Bianco"): Rukia lancia un attacco simile allo Tsukishiro ma che viene rivolto orizzontalmente verso l'avversario.
- San no Mai, Shirafune (参の舞・白刀 "Terza danza, Lama Bianca"): Grazie a questa tecnica è possibile ricostruire con il ghiaccio la spada anche se spezzata, dando quindi la possibilità di continuare ad attaccare il nemico.
- Juhaku (树白 "Albero bianco"): Rukia conficca la spada nel terreno creando una scia di ghiaccio che congela totalmente il bersaglio.

Il Bankai si chiama Hakka no Togame (白霞罸? "Punizione della nebbia bianca") e si manifesta in una colonna di vapore ghiacciato che si innalza nel punto in cui è avvenuto il rilascio; durante questo stato l'abbigliamento di Rukia cambia drasticamente: il suo kimono diventa bianco e viene parzialmente coperto da una veste a maniche larghe, anch'essa bianca, dotata di motivi rettilinei che ornano il colletto, le spalle e i bordi e dei lunghi nastri legati alle spalle, nonché vari ornamenti di ghiaccio che adorano la testa e il petto della ragazza; persino i suoi capelli diventano bianchi. Il potere di questo Bankai provoca un abbassamento della temperatura corporea di chi lo usa facendo della lama solo un'estensione del proprio potere: Rukia è in grado di abbassare la sua temperatura corporea di vari livelli fino ad arrivare a generare criosismi o addirittura allo zero assoluto, temperatura che però non può sopportare per più di quattro secondi; se scende allo zero assoluto, inoltre, Rukia deve poi innalzare la propria temperatura lentamente per non danneggiare il proprio corpo. Lo stesso Byakuya riconosce la potenza e la pericolosità per l'utilizzatore di questo Bankai.

## Accoglienza
Rukia si è sempre piazzata in alto nei sondaggi di popolarità condotti da Weekly Shōnen Jump tra i fan della serie. Ha occupato il secondo posto dietro a Ichigo nei primi due sondaggi; nel terzo venne scavalcata da Hitsugaya, finendo terza; e nel quarto e ultimo è risalita al secondo posto dietro Hitsugaya. La sua spada Sode no Shirayuki si è classificata seconda nel sondaggio riguardante le zanpakutō. In un sondaggio del 2007 della rivista giapponese Newtype, Rukia venne inclusa nella lista dei personaggi femminili di anime più amati. La Society for the Promotion of Japanese Animation (SPJA) la elesse miglior personaggio femminile di anime del 2009, in virtù della sua performance nel film Bleach: Memories of Nobody. Rukia è apparsa inoltre due volte nel prestigioso Anime Grand Prix di Animage.
Numerose riviste specializzate hanno espresso apprezzamenti e critiche nei confronti del personaggio di Rukia. Chris Beveridge di Mania Entertainment ha commentato che sebbene il modo in cui viene presentata è tipica di molte serie simili, il rapporto che Rukia instaura con Ichigo e i suoi compagni di classe è "comico e divertente". Melissa Harper di Anime News Network ha apprezzato come Rukia si differenzi dalle tipiche eroine shōnen. Carlos Alexandre di Popcultureshock.com la considera "l'altra faccia della medaglia di Ichigo" e una figura da rispettare per via delle sue parole e azioni. La redazione di IGN ha ritenuto "bella e toccante" la scena in cui Rukia è costretta a lasciare Ichigo per tornare alla Soul Society e ha lodato lo sviluppo del personaggio durante la permanenza nel mondo dei vivi. Le sue apparizioni successive nella Soul Society vennero criticate da Theron Martin di Anime News Network a causa del suo immobilismo, in contrasto con "il personaggio forte che appariva all'inizio della serie".

## Apparizioni in altri media
Rukia appare in tutti i film tratti dalla serie. È la protagonista del terzo lungometraggio Bleach: Fade to Black, in cui subisce il rapimento e il lavaggio del cervello da parte di due misteriosi individui, trasformandosi in Dark Rukia. Rukia è un personaggio giocante nelle serie di videogiochi Bleach: Blade Battlers e Bleach: Heat the Soul; in Heat the Soul 6 e Heat the Soul 7 è possibile controllare inoltre Dark Rukia. Rukia compare anche in alcuni videogiochi crossover con altre proprietà di Weekly Shōnen Jump, come ad esempio J-Stars Victory Vs, dove è un personaggio di supporto, e Jump Force, dove è giocabile. In Rock Musical Bleach è interpretata da Miki Satō.